# 世界大同，人人平等
〈世界大同，人人平等〉（英語：One World, One People）是美國超級英雄類型的迷你網路影集《獵鷹與酷寒戰士》的第六集，亦是最終集，本集由麥爾坎·斯貝爾曼和喬瑟夫·索耶（Josef Sawyer）聯合編劇，卡莉·斯考格蘭德執導，於2021年4月23日在Disney+首播。本集为漫威電影宇宙的系列作品之一，與漫威電影宇宙系列電影處於同一架空世界和共同世界。安東尼·麥奇和賽巴斯汀·史坦繼續分別飾演在漫威電影宇宙系列電影中的角色「美國隊長」山姆·威爾森和「酷寒戰士」巴奇·巴恩斯，主演還包括艾蜜莉·芬凱普、懷特·羅素、艾琳·凱莉曼、茱莉·路易絲-卓佛、丹尼·拉米瑞茲、喬治·聖皮埃爾、阿德普波·奥杜耶和丹尼爾·布爾。

## 劇情
山姆·威爾森穿著巴奇·巴恩斯送來的美國隊長新戰服趕到紐約，在巴恩斯和雪倫·卡特的幫助下解救被旗幟破壞者挾持的全球遣返委員會代表。當威爾森與喬治·巴作克纏鬥之際，旗幟破壞者挾持全球遣返委員會參議員進入汽車。卡莉·摩根索在其中一輛汽車周圍縱火，使巴恩斯無暇他顧，忙於營救車中的人質。約翰·沃克趕來與巴恩斯共同對抗旗幟破壞者。
卡特支開其他旗幟破壞者成員，與卡莉·摩根索單獨會面，指責摩根索背叛了她。摩根索因此得知卡特就是權力代理人。巴作克得知此事後企圖敲詐卡特，威脅要向公眾揭露她的真面目，被卡特擊殺。摩根索隨之開槍擊中卡特的腹部。隨後追來的威爾森再次試圖勸說摩根索，摩根索舉槍與他對峙。受傷的卡特從背後擊殺摩根索。威爾森將摩根索的遺體送至醫護人員手中，並說服全球遣返委員會暫緩難民遣返，幫助摩根索生前為之奮鬥的民眾。
威爾森說服美國政府為以賽亞·布拉德利在美國隊長博物館內設立紀念碑。旗幟破壞者的餘黨在前往浮島監獄的路上被齊莫的管家厄兹尼炸死。女伯爵瓦倫緹娜·艾蕾格拉·德芳亭為沃克打造出一套新戰服，沃克成為美國特工，執行政府不便派遣美國隊長前去完成的任務。巴恩斯向中島先生坦承此前仍是「酷寒戰士」之時殺害其子的罪行。
在片尾彩蛋中，卡特獲得美國政府的特赦，重回中央情報局擔任聯邦特工。她通過電話聯繫某人，告知對方已經獲得接觸美國政府機密和武器原型的全部權限。

## 製作

### 開發
2018年10月，漫威影業正式宣佈開發以「獵鷹」山姆·威爾森和「酷寒戰士」巴奇·巴恩斯為主要角色的迷你網路影集，安東尼·麥奇和賽巴斯汀·史坦分別回歸出演「獵鷹」山姆·威爾森和「酷寒戰士」巴奇·巴恩斯。麥爾坎·斯貝爾曼被聘為首席編劇。2019年4月，漫威公佈影集的正式片名為《獵鷹與酷寒戰士》。5月，卡莉·斯考格蘭德確認執導全部6集。執行製作人包括凱文·費吉、路易斯·德·埃斯波西托（Louis D'Esposito）、維多莉亞·阿隆索、內特·摩爾（Nate Moore）、卡莉·斯考格蘭德和麥爾坎·斯貝爾曼:15。本集由麥爾坎·斯貝爾曼和喬瑟夫·索耶（Josef Sawyer）聯合編劇。

### 劇本
首席編劇麥爾坎·斯貝爾曼稱片尾彩蛋進一步地擴展漫威電影宇宙。

### 選角

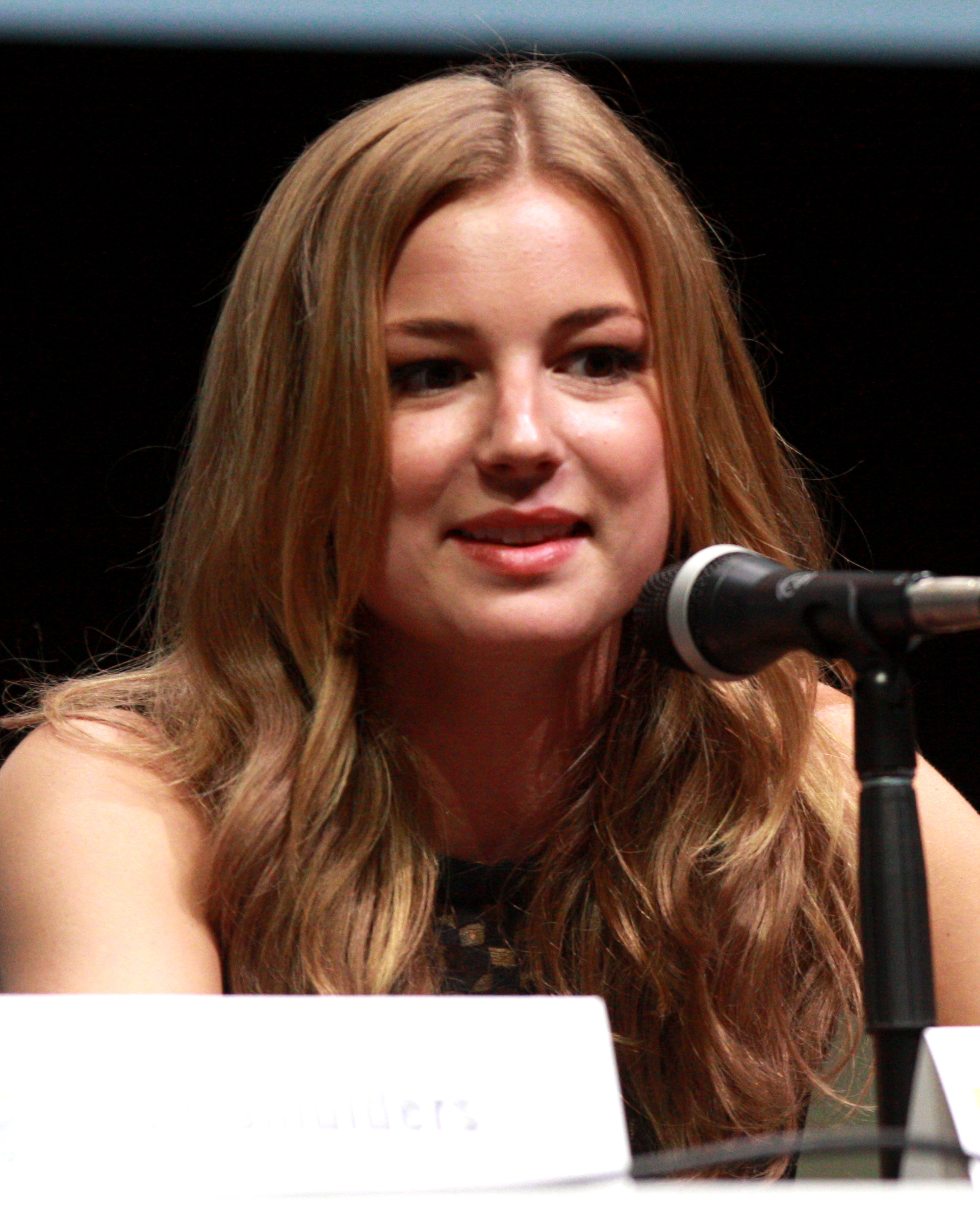
本集揭示權力代理人 (角色)的真實身分為艾蜜莉·芬凱普飾演的雪倫·卡特

本集的主要角色包括安東尼·麥奇飾演的「美國隊長」山姆·威爾森、賽巴斯汀·史坦飾演的「酷寒戰士」巴奇·巴恩斯、艾蜜莉·芬凱普飾演的雪倫·卡特／權力代理人、懷特·羅素飾演的約翰·沃克／美國特工、艾琳·凱莉曼飾演的卡莉·摩根索、茱莉·路易絲-卓佛飾演的瓦倫緹娜·艾蕾格拉·德芳亭、丹尼·拉米瑞茲飾演的維堅·托雷斯、喬治·聖皮埃爾飾演的喬治·巴作克、阿德普波·奥杜耶飾演的莎拉·威爾森（Sarah Wilson）以及丹尼爾·布爾飾演的赫穆·齊莫:44:12–44:42。
卡爾·魯伯利飾演以賽亞·布拉德利。艾咪·艾奎諾飾演克莉汀娜·雷諾醫生（Dr. Christina Raynor）。戴斯蒙·詹、丹妮·迪特（Dani Deetté）和英迪亞·布西（Indya Bussey）分別飾演旗幟破壞者成員多維奇（Dovich）、琪琪（Gigi）和迪迪（DeeDee）。瑞尼·里維拉（Renes Rivera）飾演倫諾斯（Lennox）。泰勒·迪恩·弗洛雷斯（Tyler Dean Flores）飾演迪亞哥（Diego）。伊萊亞·理查森（Elijah Richardson）飾演伊萊·布拉德利。蔡斯·里弗·麥吉（Chase River McGhee）和亞倫·海恩斯（Aaron Haynes）飾演山姆·威爾森的外甥卡斯（Cass）和AJ。珍·藍保亞（Jane Rumbaua）飾演全球遣返委員會菲律賓代表艾拉（Ayla）。塞勒姆·墨菲（Salem Murphy）飾演全球遣返委員會代表、印度首相勒贡特（Lacont）。尼古拉斯·普賴爾飾演赫穆·齊莫的管家厄兹尼（Oeznik）。蓋柏莉·比恩德洛斯（Gabrielle Byndloss）飾演約翰·沃克的妻子奧莉薇亞·沃克（Olivia Walker）:46:42–46:47。

### 拍攝
主體拍攝於2019年10月31日在喬治亞州亞特蘭大的松林製片廠開機。卡莉·斯考格蘭德擔當導演，P·J·迪倫（P.J. Dillon）擔當攝影指導:15。製作組還在亞特蘭大都會區和捷克布拉格完成外景拍攝。

### 特效
後期特效製作公司包括、維塔數碼、和:47:55–48:16。

## 發行
〈世界大同，人人平等〉於2021年4月23日在Disney+首播。

## 迴響
根据評論匯總网站爛番茄汇总的29篇评论文章，72%的评论家给予该作正面评价，使之獲得「認證新鮮」標識，平均打分为6.8分（满分10分）。该网站总结的评论家共识是“儘管在本集中山姆·威爾森迎來觀眾期待已久的結尾，但不少影迷不滿意本集對整劇《獵鷹與酷寒戰士》中其他幾條故事線急速收尾的處理方式，期望存在第二季彌補缺憾”。

## 備註
1. ↑  在本集片尾劇名更改為《美國隊長與酷寒戰士》。

## 資料來源
1. ↑  Kroll, Justin; Otterson, Joe. . Variety. 2018-10-30  [2018-10-31]. （原始内容存档于2018-10-31） （美国英语）.
2. ↑  Boucher, Geoff; Hipes, Patrick. . Deadline Hollywood. 2018-10-30  [2018-10-31]. （原始内容存档于2018-10-31） （美国英语）.
3. ↑  Dinh, Christine. . Marvel.com. 2019-04-12  [2019-04-12]. （原始内容存档于2019-04-12） （美国英语）.
4. 1 2  Fleming Jr, Mike. . Deadline Hollywood. 2019-05-20  [2019-05-20]. （原始内容存档于2019-05-20） （美国英语）.
5. 1 2   (PDF). Disney Media and Entertainment Distribution.   [2021-03-15]. （原始内容存档 (PDF)于2021-03-15） （美国英语）.
6. ↑  Patches, Matt. . Polygon. 2021-04-23  [2021-04-25]. （原始内容存档于2021-04-23） （美国英语）.
7. ↑  Romano, Nick. . Entertainment Weekly. 2021-04-23  [2021-04-24]. （原始内容存档于2021-04-24） （美国英语）.
8. 1 2 3  Spellman, Malcolm; Sawyer, Josef. . . 第1季. 第6集. 2021-04-23  [2021-04-23]. Disney+. （原始内容存档于2021-04-24） （美国英语）.片尾演職員表於42:44開始。
9. ↑  Anderson, Jenna. . ComicBook.com. 2019-10-31  [2019-11-01]. （原始内容存档于2019-11-01） （美国英语）.
10. ↑  Perine, Aaron. . ComicBook.com. 2019-10-20  [2019-10-21]. （原始内容存档于2019-10-20） （美国英语）.
11. ↑  Raftery, Brian. . Men's Health. 2019-06-26  [2019-10-21]. （原始内容存档于2019-06-26） （美国英语）.
12. ↑  2019年11月至2020年2月，製作組在亞特蘭大進行拍攝作業的資料來源：
  - Walljasper, Matt. . Atlanta. 2019-11-27  [2020-04-03]. （原始内容存档于2019-12-11） （美国英语）.
  - Walljasper, Matt. . Atlanta. 2019-12-30  [2020-04-03]. （原始内容存档于2020-03-02） （美国英语）.
  - Walljasper, Matt. . Atlanta. 2020-01-31  [2020-04-03]. （原始内容存档于2020-03-02） （美国英语）.
  - Walljasper, Matt. . Atlanta. 2020-02-29  [2020-03-02]. （原始内容存档于2020-03-02） （美国英语）.
13. ↑  Perine, Aaron. . ComicBook.com. 2020-10-10  [2020-10-10]. （原始内容存档于2020-10-10） （美国英语）.
14. ↑  Frei, Vincent. . Art of VFX. 2021-03-16  [2021-03-19]. （原始内容存档于2021-03-19） （美国英语）.
15. ↑  . The Futon Critic.   [2021-04-25]. （原始内容存档于2021-04-27） （美国英语）.
16. ↑  . Rotten Tomatoes. Fandango Media.   [2022-02-28] （美国英语）.

## 外部連結
- 互联网电影数据库上世界大同，人人平等的资料（英文）